# ヘルナンド・プラネルズ
ヘルナンド・プラネルズ（Hernando Planells Jr.、1976年11月4日 - ）は、アメリカ合衆国・カリフォルニア州ロサンゼルス出身のプロバスケットボール指導者である。妻は琉球ゴールデンキングスストレングスコーチカーメル・プラネルズである。

## 来歴
レジス大学卒業後、ロサンゼルス近郊の高校・大学で指導者としてのキャリアを始める。
2004年からはNBA西海岸地区スカウトを兼務。
2005年にはAAPBLにてバスケットボールオペレーション担当副社長兼ワイオミング・ゴールデンイーグルスヘッドコーチに就任。
2006年にはABAのハリウッド・フェイムにてドン・ケーシーの後任としてヘッドコーチ就任。
2007年、琉球ゴールデンキングス初代ヘッドコーチに就任。西カンファレンス最下位に沈み、シーズン終了後、契約満了に伴い解任。後任は桶谷大が務める。

## その他
バスケットボール指導経験を活かし、ハリウッド映画制作の際に、俳優に以下の作品などで、バスケットボールのプレー指導をしている。
- コーチ・カーター/サミュエル・L・ジャクソン主演
- ロンゲスト・ヤード/アダム・サンドラー主演
- スパイダーマン3/トビー・マグワイア主演